# المجانين (فلم 2010)
المجانين (بالإنجليزية: The Crazies) هو فيلم خيال علمي ورعب تم إنتاجه في الولايات المتحدة وصدر سنة 2010 بطولة تيموثي أوليفانت ودانييل بانابيكر وهو عبارة عن إعادة صناعة لفيلم يحمل نفس الاسم صدر سنة 1973.

## القصة
تبدأ مادة سامة خطيرة في تحويل أهالي البلدة المسالمين إلى مجموعة من المجرمين المجانين، تتصاعد الأحداث وسط أجواء عنيفة ومتطرفة. يحاول المأمور ديفيد دوتون أن يستوعب حقيقة ما يحدث، وأن يجد حلًا لتلك الكارثة. في الوقت ذاته، تحاول زوجته جودي أن تنجو بحياتها برفقة اثنين من أهل البلدة الذين لم يتعرضوا للإصابة. تتوالى الأحداث والمفاجآت خلال معركة بقاء شرسة ومميتة.

## الميزانية والإيرادات
كلف الفيلم 20 مليون دولار وحقق أرباح تقدر بـ 55 مليون دولار.

## وصلات خارجية
- المجانين على موقع IMDb (الإنجليزية)
- المجانين على موقع ميتاكريتيك (الإنجليزية)
- المجانين على موقع روتن توميتوز (الإنجليزية)
- المجانين على موقع نتفليكس (الإنجليزية)
- المجانين على موقع قاعدة بيانات الأفلام العربية
- المجانين على موقع ألو سيني (الفرنسية)
- المجانين على موقع Turner Classic Movies (الإنجليزية)
- المجانين على موقع أول موفي (الإنجليزية)
- المجانين على موقع بوكس أوفيس موجو (الإنجليزية)
- المجانين على موقع فيلمافينيتي (الإسبانية)

المجانين على IMDb
المجانين على Rotten Tomatos
المجانين على AllMovie
المجانين على Metacritic